# フェルディナント・ラジヴィウ
フェルディナント・ラジヴィウ（ポーランド語: Ferdynand Fryderyk Radziwiłł, 1834年10月19日 - 1926年2月28日）は、ドイツおよびポーランドの貴族、政治家。侯爵 (Fürst)/公爵 (książę)。オルィカの第12代オルディナト、プシゴジツェの第3代オルディナト。プロイセン王国のポーランド系大貴族ラジヴィウ家の一員で、ドイツ帝国におけるポーランド系少数住民の指導者だった。
正式な名はフェルディナント・フリデリク・ヴィルヘルム・アレクサンデル・ラジヴィウ (Ferdynand Fryderyk Wilhelm Aleksander Radziwiłł) またはフェルディナント・フリードリヒ・ヴィルヘルム・アレクサンダー・フォン・ラジヴィウ（Ferdinand Friedrich Wilhelm Alexander Fürst von Radziwiłł）。

## 経歴

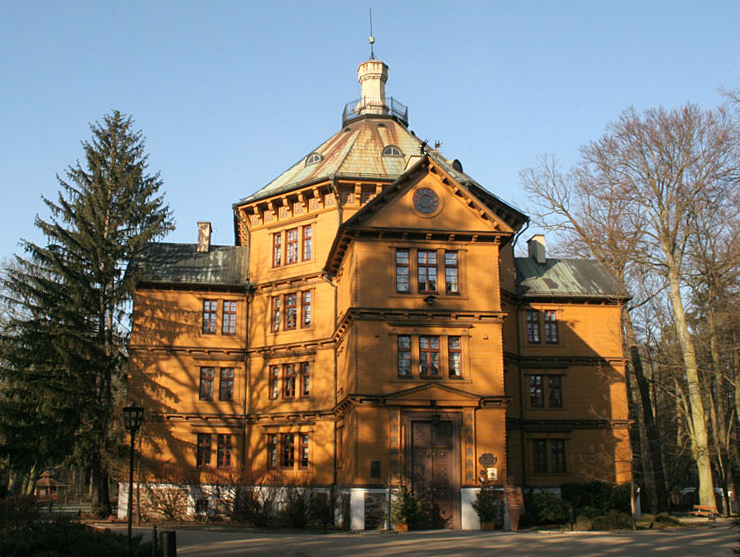
アントニンの城館

ボグスワフ・フリデリク・ラジヴィウ侯の長男、プロイセン領ポーゼン大公国の総督を務めたアントニ・ヘンリク・ラジヴィウ侯の孫息子として生まれた。父方の祖母はプロイセン王女ルイーゼである。1864年7月19日にコブレンツでペラギア・サピェジナ侯女（1844年 - 1929年）と結婚し、間に3男2女の5人の子女をもうけた。長男のミハウ（Michał Radziwiłł Rudy, 1870年 - 1954年）がプシェゴジツェの世襲領を、三男のヤヌシュ（1880年 - 1967年）がオルィカの世襲領をそれぞれ受け継いでいる。一家はベルリンの邸宅とアントニンの城館を行き来して暮らした。
フェルディナントはプロイセン王家と親戚関係にあり、ドイツおよびロシアの上級貴族や有力政治家たちと密接に結びついていた。プロイセン軍にも形式的に所属し、予備役の陸軍中佐を経て1879年に名誉的な陸軍少将とされた。
1873年から1918年まで、フェルディナントはドイツ帝国議会の議員を務めており、帝国議会におけるポーランド会派 (Polnische Fraktion) の最高指導者を長く務めた。1879年には父よりプロイセン貴族院の世襲議席をも受け継いでいる。文化闘争の時代、フェルディナントはカトリック派の中心人物として帝国宰相オットー・フォン・ビスマルク侯爵にはっきりと敵対した。彼のベルリンの邸宅は、政府の教会政策に反発する人々のたまり場となった。もっともベルリン社交界からつまはじきにされることを恐れたカトリック信徒やポーランド系の上級階級の一部は、ラジヴィウ家の人々と距離を置いていた。
ドイツ帝国時代のフェルディナントは、ポーランド会派の指導者として中央党と密接な協力関係にあった。ポーランド会派所属の議員が少数であったことから、フェルディナントは中央党ほかの政府野党を支援していた。議会においては穏健路線を採り、同一言語を話す少数民族ごとに自治権を認めるよう主張した。
1917年、フェルディナントはプロイセン貴族院において、ドイツ帝国に対するポーランド人の忠誠心を表明したうえで、プロイセン政府のポーランド人政策の転換を要求した。政府はこれに対し、プロイセン副首相パウル・フォン・ブライテンバッハ (Paul von Breitenbach) の名前で、差別的な土地収用法の撤廃とポーランド語の禁止令に対する軽減を返答した。
第1次世界大戦と1918年11月のドイツ革命の後、新たに誕生したポーランド第2共和国の国会議員となり、最長老議員として重んじられた。